# The Dome at America's Center
The Dome at America's Center es un estadio de fútbol americano en la ciudad de San Luis, Misuri, Estados Unidos. El estadio fue inaugurado el 11 de noviembre de 1995 y posee una capacidad para 66 000 espectadores.
El recinto fue la casa de los St. Louis Rams de la National Football League desde 1995 a 2015 cuando el equipo se trasladó a la ciudad de Los Ángeles.
Los derechos de nombre del estadio fueron adquiridos el 25 de enero de 2002 por la compañía Edward D. Jones & Co..
En 2016, el estadio paso a llamarse The Dome at America's Center.

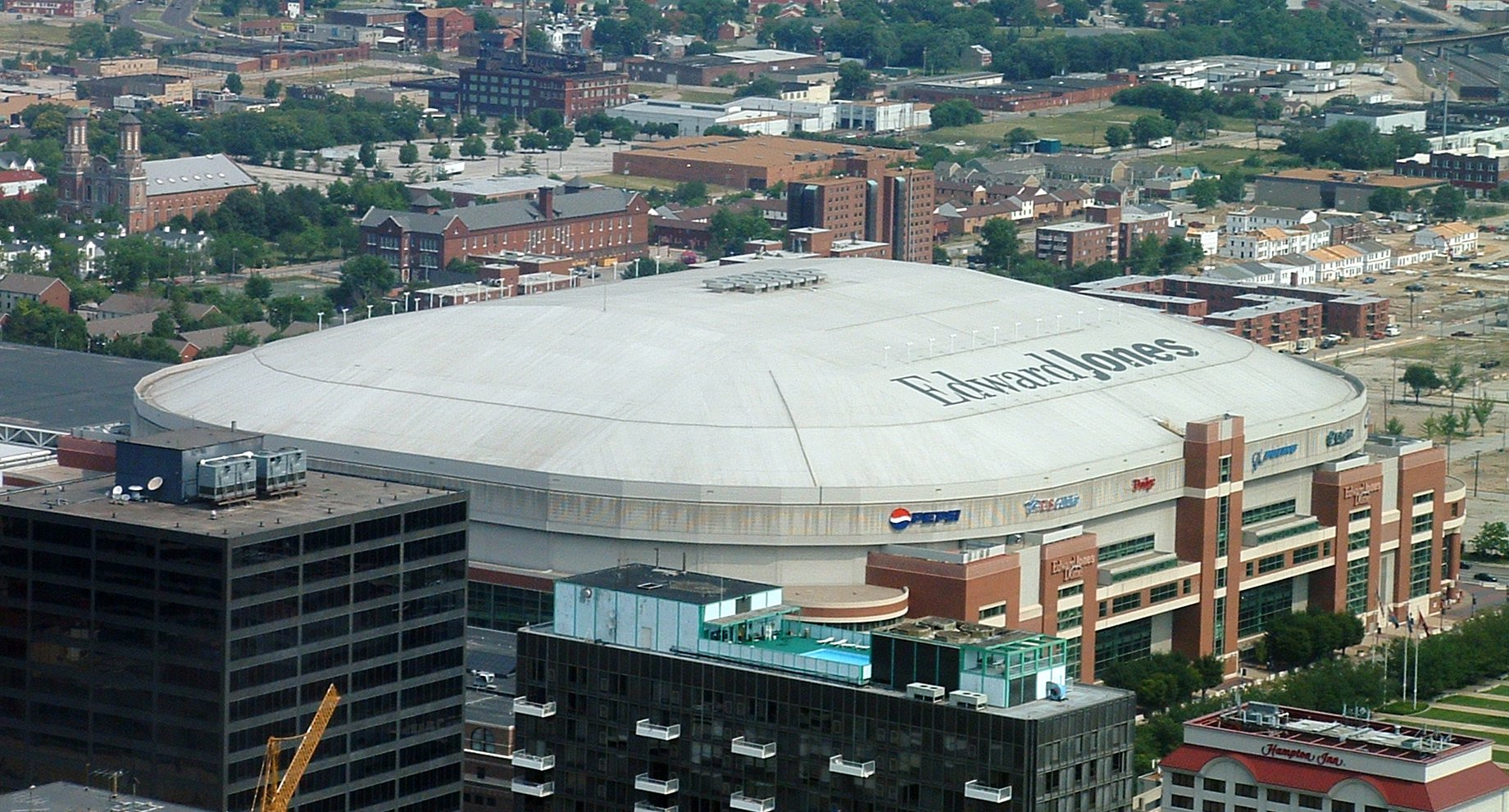
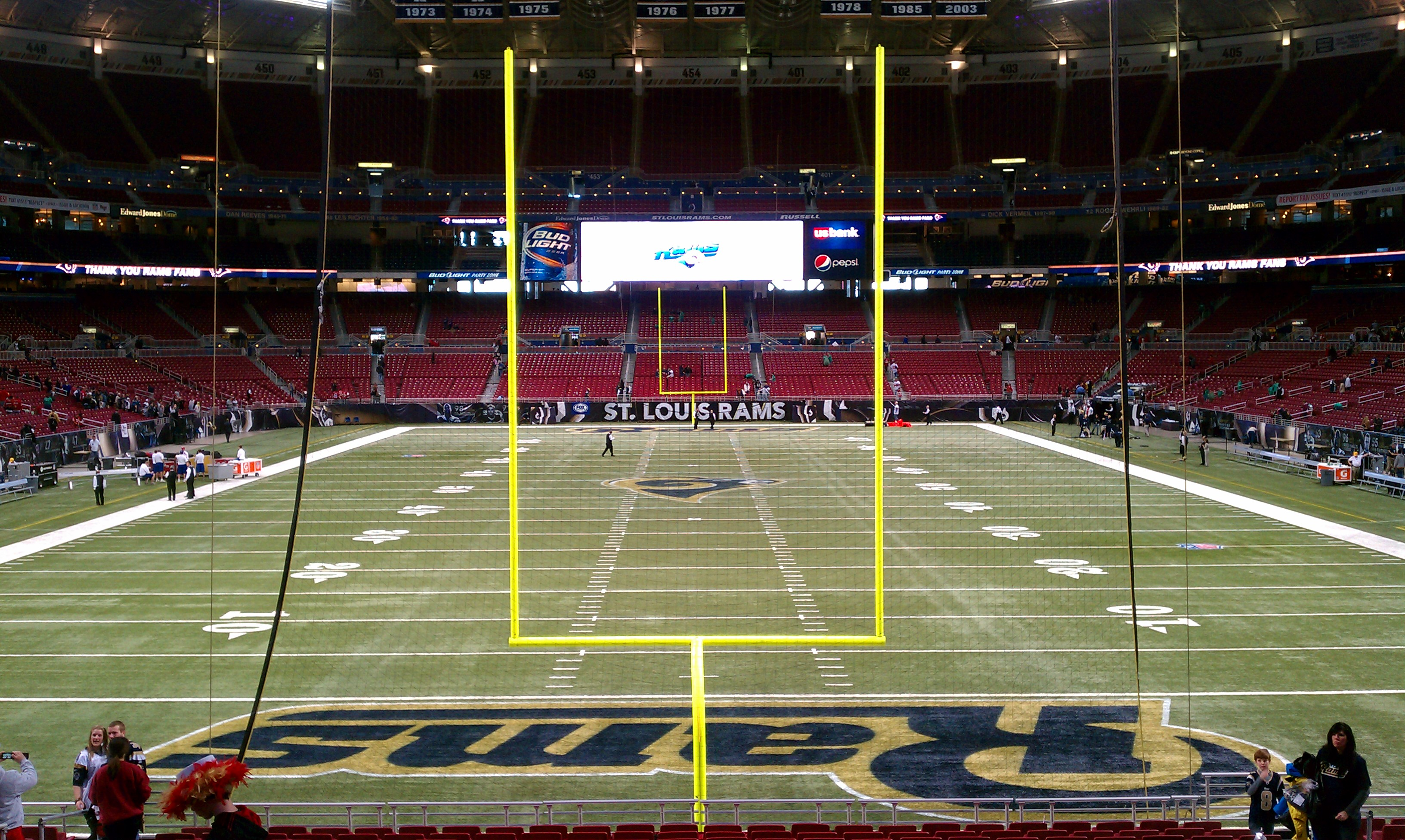